# Fernando Haddad
Fernando Haddad (nascut el 25 de gener de 1963) és un acadèmic i polític brasiler d'origen libanès. Va ser Ministre d'Educació en el gabinet de Dilma Rousseff. Va renunciar per postular-se com a alcalde de São Paulo.
Va ser elegit en la segona volta de les eleccions, amb més de 55,94% dels vots vàlids, derrotant el candidat de la dreta, José Serra.

## Biografia
Haddad té un mestratge en Economia i un doctorat en Filosofia de la Universitat de São Paulo. Ha dedicat gran part de la seva carrera al servei públic: ha estat consultor de la Fundació Institut de Recerques Econòmiques, un institut d'investigació econòmica amb seu a la Facultat d'Economia, Negocis i Comptabilitat de la Universitat de São Paulo, cap de personal de la Secretaria de Desenvolupament Econòmic i d'Hisenda del municipi de São Paulo, i un assessor especial del Ministeri de Planificació, Pressupost i Gestió. També és professor al Departament de Política de la Universitat de São Paulo.
Haddad va assumir el lloc ministerial d'Educació el 29 de juliol de 2005, quan el seu predecessor, Tarso Genro, va deixar el càrrec per convertir-se en el president del Partit dels Treballadors.